# Gare de Nagaokakyō
La gare de Nagaokakyō (長岡京駅, Nagaokakyō-eki) est une gare ferroviaire localisée dans la ville de Nagaokakyō, dans la préfecture de Kyoto au Japon. La gare est exploitée par la JR West.
La gare de Nagaokakyō est l'une des deux gares de la ville de Nagaokakyō. La seconde est la gare de Nagaoka-Tenjin qui est exploitée par la Hankyu Corporation.

## Trains
Le matin, la gare est seulement desservie par les trains locaux et les trains Rapid Service. 
Les trains Special Rapid Service ne s'arrêtent pas à la gare de Nagaokakyō.

## Disposition des quais
La gare de Nagaokakyō dispose de deux quais centraux.
| 1 | ■Ligne JR Kyoto | Passage des trains                |
| 2 | ■Ligne JR Kyoto | pour Kyoto et Kusatsu             |
| 3 | ■Ligne JR Kyoto | pour Shin-Osaka, Osaka, Sannomiya |
| 4 | ■Ligne JR Kyoto | Passage des trains                |

## Gares/Stations adjacentes
| Direction Osaka |  | JR West Ligne JR Kyoto                    |  | Direction Kyoto |
| Pas de service  |  | Special Rapid Service 新快速 Shin-Kaisoku |  | Pas de service  |
| Takatsuki       |  | Rapid Service 快速 Kaisoku (le matin)     |  | Kyoto           |
| Yamazaki        |  | Local 普通 Futsū                          |  | Mukōmachi       |

L'après midi, les trains Rapid Service fonctionnent comme des trains locaux entre Takatsuki et Kyoto